# Lukáš Krbeček (manažer)
Lukáš Krbeček (* 25. května 1994 Olomouc) je český politik a projektový manažer, od roku 2022 zastupitel a radní Olomouce.

## Život

### Vzdělání
Narodil se v roce 1994 v Olomouci. Po maturitní zkoušce nastoupil na studium matematiky se zaměřením na bankovnictví. Poté studoval na Vysoké škole podnikání a práva. Titul inženýr pak získal na Univerzitě Tomáše Bati, kde studoval obor ekonomie a management.

### Kariéra
Živí se převážně jako projektový manažer. V rámci své profese přitom spolupracoval s fotbalovým klubem SK Sigma Olomouc. Působí zároveň v dozorčí radě klubu. Ve volném čase pořádá fotbalové turnaje. Podílel se také na organizaci projektu Přijímačky nanečisto. Je členem představenstva Vodohospodářské společnosti Olomouc. V prosinci 2020 začal vydávat podcast HanáJede. Mezi jeho oblíbené volnočasové aktivity patří turistika, sport, investice, marketing či psychologie. Žije v olomoucké části Neředín.

## Politické působení
V roce 2018 se stal členem hnutí spOLečně. V komunálních volbách v roce 2022 byl zvolen zastupitelem města. Krátce poté se v říjnu 2022 stal také neuvolněným radním města, když hnutí spOLečně uzavřelo koaliční smlouvu s vítězným hnutím ANO, Piráty a hnutím ProOlomouc. Je zároveň předsedou zastupitelského klubu hnutí a předsedou místní komise Tabulový Vrch.